# Kurt Schiegl
Kurt Schiegl (* 24. Januar 1925 in Wien; † 22. Juli 1984 in Toronto) war ein österreichischer Boxer und Schauspieler.

## Leben
Der rund 1,90 m große Schwergewichtler wurde 1943 zur Wehrmacht eingezogen, desertierte jedoch in den belgischen Untergrund. Nach Kriegsende begann er eine Profilaufbahn als Boxer und gewann seinen ersten Kampf am 15. Juni 1946 in Linz durch K. o. in der ersten Runde gegen Alois Kofler. In seinem zweiten Kampf verlor er zwar gegen den späteren Europameister Josef Weidinger, gewann jedoch den Rückkampf durch Disqualifikation seines Gegners. Im Oktober 1948 schlug er den Niederländischen Meister Jan Klein durch K. o. in der dritten Runde. Nur eine Woche später gewann er zudem nach Punkten gegen den Belgischen Meister Piet Wilde. Im Dezember 1948 besiegte er noch den zweifachen EM-Herausforderer Paco Bueno aus Spanien vorzeitig in der dritten Runde.
Am 8. Juli 1949 boxte er um die Österreichische Meisterschaft im Schwergewicht gegen Hein Wiesner, unterlag diesem jedoch nach Punkten. Gegen den starken Kanadier Earl Walls, der es fast zu einer WM-Chance gegen Rocky Marciano gebracht hatte, verlor er durch K. o. in der ersten Runde. Gegen den Deutschen Wilson Kohlbrecher, erreichte er im Oktober 1950 ein Unentschieden.
Am 3. August 1951 kämpfte er erneut gegen Hein Wiesner um die Österreichische Meisterschaft und konnte sich diesmal nach Punkten durchsetzen. Nach einer Punktniederlage gegen Heinz Neuhaus im September 1951, gewann er acht Kämpfe in Folge und boxte am 9. Oktober 1954 in Frankfurt am Main um die Europameisterschaft (EBU) im Schwergewicht, unterlag jedoch erneut gegen Heinz Neuhaus. Im Februar 1955 erlitt er zudem eine vorzeitige Niederlage gegen Ingemar Johansson. Nach weiteren Niederlagen gegen die Europameister Franco Cavicchi und Dick Richardson, beendete er seine Karriere im Juli 1956. In seiner zehnjährigen Boxkarriere bestritt er 40 Kämpfe in Österreich (24), den Niederlanden (1), Belgien (4), Dänemark (1), Großbritannien (2), Deutschland (4), Schweden (1) und Italien (3), dabei ging er 24-mal als Sieger hervor, ein Kampf endete unentschieden.
Schiegl emigrierte anschließend nach Kanada, wo er sich in Toronto niederließ, zweimal heiratete und Vater von drei Kindern wurde. Zudem wirkte er in mehreren Filmen und Fernsehserien mit.  

## Filmografie
Serien
- 1959: Cannonball
- 1960: Rehearsal for Invasion
- 1963–1965: Indian River
- 1966: Seaway
- 1969: Abenteuer im Regenbogenland
- 1969–1970: Strange Paradise

Filme
- Do Not Fold, Staple, Spindle, or Mutilate (1967)
- The Mystery of the Million Dollar Hockey Puck (1975)
- Alle entführen Victoria (1976)
- Invasion der Raumschiffe (1977)
- Drying Up the Streets (1978)
- Am Anfang war das Feuer (1981)
- Deadline (1984)
- Todespoker (1985)